# Rånåsfoss Station
Rånåsfoss Station (Rånåsfoss stasjon) er en jernbanestation, der ligger i området Rånåsfoss i Sørum kommune på Kongsvingerbanen i Norge. Stationen består af flere spor, to perroner og en stationsbygning opført i træ. Den betjenes af lokaltog mellem Asker og Kongsvinger.
Stationen åbnedes som holdeplads 6. september 1918. Oprindeligt hed den Raanaasfoss, men den skiftede navn til Rånåsfoss i april 1921. Den blev opgraderet til station 1. januar 1927. Den blev fjernstyret 21. maj 1966 og gjort ubemandet 17. marts 1969.
Den første stationsbygning blev opført 1918 men blev senere revet ned. Den nuværende stationsbygning blev opført efter tegninger af NSB Arkitektkontor i 1927.